# Xaniona festiva
Xaniona festiva är en insektsart som först beskrevs av Claudius Rey 1891.  Xaniona festiva ingår i släktet Xaniona och familjen dvärgstritar.
Artens utbredningsområde är Frankrike. Inga underarter finns listade i Catalogue of Life.